# Margarita Eriksdotter, reina de Noruega
Margarita Eriksdotter (fallecida en 1209) fue una princesa sueca, hija del rey Erico el Santo y de Cristina Bjørnsdatter. Se convirtió en reina de Noruega al casar con Sverre I. 
Después del fallecimiento del rey Sverre en 1202, Margarita regresó a Suecia. Ahí viviría en sus posesiones reales en Värmland y Västergötland. Contra su voluntad, hubo de dejar a su hija Cristina en Noruega, quien fue retenida por el rey Haakon III, hijastro de Margarita.
Margarita visitaría Noruega en dos ocasiones más. En 1204, fue acusada de haber envenenado al rey Haakon III. Para tratar de probar su inocencia, sometió a uno de sus sirvientes al Juicio de Dios, mediante una prueba donde el hombre tuvo que cargar un hierro ardiente. Tras sufrir quemaduras su sirviente, se consideró culpable a Margarita, quien escapó a Suecia.
Nuevamente llegó a Noruega en 1209, para asistir a la boda de su hija con Felipe Simonsson, rey de la facción de los bagler (opositora a los seguidores de Haakon). Poco tiempo después, ese mismo año, falleció
.
Solo se sabe que tuvo una hija de su matrimonio con Sverre:
- Cristina Sverresdatter (fallecida en 1213). Reina de los bagler, esposa del rey Felipe Simonsson.